# 7030 Colombini
A 7030 Colombini (ideiglenes jelöléssel 1993 YU) a Naprendszer kisbolygóövében található aszteroida. Stroncone fedezte fel 1993. december 18-án.